# ماشروم کینگ‌دام
ماشروم کینگ‌دام (キノコ王国 Kinoko Ōkoku) شاهزاده‌نشین داستانی در فرنچایز ماریو متعلق به نینتندو می‌باشد. ماشروم کینگ‌دام محیط اصلی این فرنچایز است و برای اولین بار در برادران سوپر ماریو (۱۹۸۵) ظاهر شده بوده و از آن زمان تاکنون در بسیاری از بازی‌های ویدئویی ماریو و نیز رسانه‌های مرتبط با آن دیده شده‌است.